# Вінець (Румунія)
Вінець, Вінеці (рум. Vineți) — село у повіті Олт в Румунії. Входить до складу комуни Спінень.
Село розташоване на відстані 124 км на захід від Бухареста, 32 км на північний схід від Слатіни, 72 км на північний схід від Крайови, 135 км на південний захід від Брашова.

## Населення
За даними перепису населення 2002 року у селі проживали 332 особи. Рідною мовою 331 особа (99,7%) назвала румунську.
Національний склад населення села:
| Національність | Кількість осіб | Відсоток |
| -------------- | -------------- | -------- |
| румуни         | 315            | 94,9%    |
| цигани         | 16             | 4,8%     |